# Larry Csonka
Larry Richard Csonka (n. Stow, Ohio, Estados Unidos 25 de diciembre de 1946) es un jugador de fútbol americano estadounidense retirado y miembro del salón de la fama de ese deporte. Jugaba en la posición de fullback y se destacó por su duro y efectivo estilo de juego y por haber ser uno de los líderes del equipo de los Miami Dolphins en su temporada invicta de 1972, la única en la historia de la NFL.

## Biografía
Csonka es uno de seis hermanos; nació en Stow, Ohio y fue criado por su familia de raíces húngaras. Al nacer, pesaba casi 4.5 kilogramos, casi 70 cuando tenía 12 y 100 a sus 16 años.

## Escuela secundaria
Csonka comenzó jugando al fútbol americano en la Escuela Secundaria de Stow como el tailback titular en el equipo de la escuela que ganó la Liga Metropolitana de Akron, Ohio en 1963 bajo las órdenes del entrenador Dick Fortner. Jugó para esta escuela por tres años, entre 1960 y 1963.
Csonka se convirtió en corredor por accidente. Debido a su tamaño, jugó como defensa en su segundo año en la secundaria. En el último partido de esa temporada, Csonka entró como sustituto en el equipo de devolución de patadas. El balón le cayó por casualidad y comenzó a correr. Al respecto, Csonka escribió:

Pasé por encima a dos tacleadores antes de darme cuenta lo que estaba haciendo. No anoté ni salvé el partido, pero el llevar la balón me causó una sensación increíble. Estaba arrasando con lo que encontraba, tratando de correr en seis direcciones al mismo tiempo. Me encantó. En ese momento supe que quería correr con el balón.

Aun así, antes de comenzar la temporada siguiente, Csnoka tuvo problemas convenciendo a sus compañeros y entrenadores de que él podía jugar como corredor. Decían que era demasiado grande y lento; sin embargo, también había dudas sobre sus habilidades, aunque jugó bien en el primer partido de la temporada.

## Carrera universitaria
Csonka fue reclutado por Clemson, Iowa, Vanderbilt y Syracuse. Eligió a Syracuse, en donde jugó como linebacker central en su primera temporada antes de ser reubicado como fullback a partir de 1965-67, la posición en la que fue nombrado All-American. Estableció varios récords de acarreo para la universidad, incluyendo algunos que anteriormente habían sido de Ernie Davis, Jim Nance, Floyd Little, y Jim Brown.
En sus tres temporadas en Syracuse, Csonka acumuló un récord para la universidad de 2.934 yardas, obtuvo 100 yardas por tierra en 14 partidos distintos y tuvo un promedio de 4.9 yardas por acarreo. Entre 1965 y 1967 estuvo en los puestos 19, 9 y 5, respectivamente, en yardas por tierra. Fue el MVP del East-West. Shrine Game, el Hula Bowly el College All-Star Game. En 1989 fue introducido al College Football Hall Fame.

## Carrera profesional
Csonka fue la primera elección en el draft de 1968 por parte de los Miami Dolphins de la American Football League, el octavo jugador y el primer corredor elegido en la primera ronda. Firmó un contrato por tres años y 20.000 dólares el primer año, 25.000 el segundo, 30.000 el tercero, además de un bono de 34.000 y un automóvil.
La carrera profesional de Csonka no empezó bien.En el quinto partido de la temporada 1968, contra Buffalo, fue derribado y sufrió una contusión cuando su cabeza golpeó el suelo luego de ser tacleado. Pasó dos días en el hospital. Tres semanas después, contra San Diego, sufrió otra contusión, además de romper su nariz y su tímpano. Luego de eso incluso se habló de que podía dejar el fútbol. Se perdió tres partidos en 1968 y tres más en 1969. Su compañero Nick Buoniconti escribió,

Hubo dudas [luego de la temporada 1969] de si Csonka volvería a jugar en la posición de fullback alguna vez -no solo por las lesiones, sino que tampoco había jugado bien... cuando Shula llegó [en 1970] literalmente tuvo que enseñarle a Csonka como correr con el balón. Solía correr solo hacia adelante y con la mirada al piso, y Shula le indicó que debía abrirse paso con su antebrazo en lugar de la cabeza. Shula y su entrenador de campo Carl Taseff básicamente reinventaron a Csonka al putno que se convirtió en un jugador del Salón de la fama. Csonka emergió como el líder de la ofensiva de los Delfines...

En las siguientes cuatro temporadas, Csonka no se perdió ningún solo partido, y fue el líder de los Dolphins en yardas por tierra en las siguientes cinco temporadas. Su compañero de equipo, Jim Langer, dijo, "Csonka tiene el máximo respeto de todos sus compañeros en el equipo, tanto por la defensiva como la ofensiva". Comenzados los años 1970, se había convertido en uno de los corredores más temidos en el fútbol profesional. con una altura de 1.91 metros y 107 kilogramos, era uno de los running backs más grandes de su tiempo y rompía líneas defensivas con relativa facilidad, en muchas ocasiones arrastrando tackles por 5-10 yardas. Fue descrito como una demoledora o un ariete. Su estilo evocaba recuerdos del legendario corredor de los años 1930, Bronko Nagurski. El linebacker de los Minnesota Vikings, Jeff Siemon, dijo después del Super Bowl VIII, "No es el golpe lo que te mata. Es lo que pasa después de que lo tackleas. Sus piernas son tan fuertes que sigue avanzando. Te arrastra. Es un peso móvil". Rara vez perdía el balón o un pase. También era un excelente bloqueador.
Existen muchas historias sobre la dureza de Csonka. Se rompió la nariza unas diez veces jugando fútbol american en la escuela secundaria, la universidad y durante sus años en los Dolphins, haciendo que se quede deforme en forma permanente, y aun así él continuaba jugando mientras sangraba. Puede que sea el único corredor en recibir una falta personal por unnecessary roughness mientras llevaba la pelota cuando, en un partido contra los Buffalo Bills en 1970, derribó al safety John Pitts con un movimiento de su antebrazo que parecía más bien un puñetazo. En un cerrado partido en contra de los Minnesota Vikings en la temporada perfecta de 1972, Csonka fue derribado por la espalda por el linebacker Roy Winston en un tackle tan grotesco que fue mostrado en The Tonight Show. Csonka pensó que su espalda estaba rota e incluso salió del campo arrastrándose. Una vez fuera, simplemente se sacudió el dolor caminando un poco y regresó al partido. Su regreso fue crucial, ya el pase de touchdown al tight end Jim Mandich fue propiciado por una finta a Csonka. Fue nombrado como el 10.o jugador de fútbol americano más duro de todos los tiempos en el film de la NFL "Los 100 Jugadores Más Duros de la NFL". Le preguntaron sobre el arrasante estilo de acarreo de Csonka al entrenador de líneas ofensivas, Monte Clark, y el respondió, "Cuando Csonka sale de safari, los leones cierran sus ventanas".
Los Dolphins tenían uno de los mejores ataques por tierra del fútbol americano profesional a principios de los años 1970. El equipo lideró la NFL en yardas por tierra en 1971 y 1972, fijando un nuevo récord en 1972 con 2.960 yardas. Las 1.117 yardas de Csonka en esa temporada, junto con las 1.000 de Mercury Morris lo convirtieron en el primer dúo en sobrepasar las 1.000 yardas cada uno en la historia de la NFL. El ataque terrestre de los Dolphins los llevó a los Super Bowls VI, VII y VIII, con victorias en los dos últimos. El poderoso estilo de Csonka marcó la pauta para el control de balón de Miami. Él elegía correr a través de los defensores en lugar de rodearlos, llevándolo así a alcanzar tres temporadas con más de 1.000 yardas por tierra (1971-73) y dos temporadas en las que promedió más de 5 yardas por acarreo (1971-72), una estadística muy impresionante para un fullback. Sus 5.4 yardas por acarreo fueron las mejores de la liga en 1971. Su compañero de equipo, Bob Kuechenberg, dijo que Csonka era el mejor fullback o running back que había visto cuando se trataba de convertir una avance de yardas en un avance de 5. "Empezaba sobre la lína, llegaba al final y ganaba unas 4 o 5 yardas más todas las veces", dijo Kuechenberg.
En la temporada de 1972, los Dolphins se convirtieron en el único equipo desde la fusión de la AFL y NFL en terminar invictos, y Csonka fue instrumental en esta hazaña, acumulando 1.117 yards - un récord en su carrera. Csonka fue el máximo acarreador de la liga ese año y registró 112 yardas en tan solo 15 intentos en el Super Bowl VII. Una carrera en especial en el tercer cuarto fue el máximo ejemplo de su estilo de juego: luego de romper varios tackles cerca de la línea de golpeo, logró correr por 49 yardas. Casi al final de esa carrera, el cornerback de los Washington Redskins, Pat Fischer, quien era conocido por ser un duro y temerario tackleador, se acercó a tratar de derribar a Csonka. Este último, en lugar de tratar de evitar a Fischer, corrió en dirección a él y lanzó su antebrazo sobre él, desplazando al defensor de 80 kilogramos.
En 1973, Csonka fue votado como el Atleta del Año por parte de la Asociación de Reporteros de Fútbol Americano Profesional. Esa temporada, los Dolphins ganaron el título por segundo año consecutivo y Zonk, como se le conocía, fue el jugador más valioso del Super Bowl VIII. En ese partido rompió el récord de yardas por tierra con 145, además que consiguió dos anotaciones en un total de 33 intentos.
Csonka y su amigo Jim Kiick, corredor de los Dolphins, eran conocidos como Butch Cassidy and the Sundance Kid. La edición del 7 de agosto de 1972 de Sports Illustrated incluyó un perfil de Csonka y Kiick. La edición se ha convertido en un artículo de coleccionista porque la foto de la portada de Csonka y Kiick fue tomada por el legendario fotógrafo de la revista, Walter Iooss, y en ella Csonka está haciendo un gesto obsceno con su mano derecha. En 1973, Csonka y Kiick escribieron un libro en colaboración con el escritor deportivo Dave Anderson, Always on the Run (una segunda edición, con un capítulo adicional que cubría la temporada 1973, el Super Bowl VIII y su fichaje con el World Football League fue publicada en 1974). En él, Csonka y Kiick hablan de sus niñezes, sus carreras universitarias, su en ocasiones tumultuosa relación con Don Shula, sus experiencias como jugadores profesionales, y el comportamiento escandaloso de algunos de sus compañeros de equipo. El libro también provee detalles sobre la historia de los Dolphins y el estado del fútbol profesional a finales de los años 1960 y mediados de los 1970.

### World Football League
En marzo de 1974, Csonka, Kiick y el receptor de los Miami Dolphins, Paul Warfield, anunciaron que habían firmado contratos para jugar para la debilitada World Football League a partir de 1975. Csonka firmó contrato por tres años y se le garantizó un salario de 1.4 millones de dólares. Mientras que estos fichajes tenían la intención de dar credibilidad a la WFL, la liga había estado plagada de problemas financieros desde el principio. Los tres se unieron a los Memphis Southmen, pero Csonka y los demás no tuvieron mucho éxito y la liga fue cancelada a mediados de su segunda temporada. Csonka acarreó el balón en 99 ocasiones y obtuvo 421 yardas y un touchdown para Memphis en 1975.

### Regreso a la NFL
En 1976 Csonka se convirtió en agente libre y se unió a los New York Giants en ese año, junto con el técnico de Memphis, John McVay. Aunque los seguidores de los Giants tenían grandes expectativas con la llegada de Csonka, estas no rindieron frutos. Se desgarró el ligamento en una de sus rodillas, poniendo fin a su primera temporada en Nueva York. Echó la culpa de su lesión al césped artificial de Giants Stadium, y desde entonces ha sido un crítico muy vocal del uso del césped artificial y la amenaza que representa a la salud de los jugadores. Cuando los Giants terminaron la temporada 0-7, el entrenador en jefe Arnsparger fue despedido y reemplazado por McVay.
Dos temporadas después, el 19 de noviembre de 1978, fue parte de lo que los fanes de los Giants llaman El Milagro en los Medowlands, un momento que ejemplificó la frustración con la constante mediocridad de la franquicia.
Los Giants dejaro ir a McVay luego de esa temporada. El contrato de Csonka también expiraba, y él regresó a Miami al año siguiente. En esa temporada logró sus mejores números desde los años en los que ganó dos Super Tazones, corriendo más de 800 yardas y anotando 13 touchdowns. Después de no poder llegar a un acuerdo sobre un nuevo contrato con los Dolphins y el deseo de dejar el deporte luego de un buen año, Csonka anunció su retiro del fútbol americano profesional al final de esa temporada.

## Vida después de su retiro

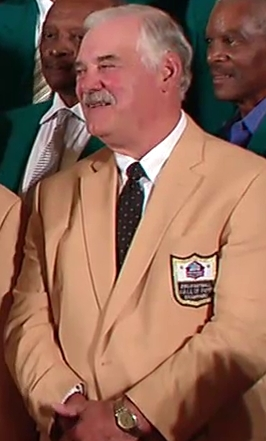
Larry Csonka en la Casa Blanca, en el 2013

Luego de su retiro, Csonka se convirtió en un orador motivacional y ha sido el presentador de varios programas sobre caza y pesca de la NBC Sports Network. Trabajó para los Jacksonville Bulls de la United States Football League a mediados de 1980, primero como director de scouting y luego como director general. Csonka también fue comentarista de los partidos de la NFL en NBC en 1988 y analista de programa de televisión American Gladiators entre 1990 y 1993.
Fue introducido al Salón de la Fama en 1987 y su número 39 fue retirado por los Miami Dolphins en 2002. Csonka fue incluido en el Super Bowl Dream Team en una producción de NFL Films.
Entre 1985 y 1990 Csonka comenzó a pasar tiempo en Alaska, eventualmente pasando gran parte del año en Anchorage. Mientras observaba la carrera Iditarod de 2005 dijo "mientras jugaba y practicaba en el calor de Miami de julio y agosto con mis hombreras puestas, me terminé vaporizando".
A principios de septiembre de 2005, Csonka y cinco otras personas estaban regresando en un bote desde la aldea de Nikolski en la Isla Umnak en las isla Aleutianas de Alaska luego de filmar la caza de ciervos en la isla para el programa de televisión de Csonka "North to Alaska". El bote quedó atrapado en una fuerte tormenta y casi se vuelca. Tuvieron que soportar la tormenta durante 10 horas hasta que un helicóptero de la Guardia Costera de los Estados Unidos los pudo alcanzar y los rescató uno por uno.
En 2006, Csonka se declaró culpable y pagó una pequeña multa por filmar dentro de un Bosque Nacional en Alaska y no haber obtenido el permiso especial requerido para la producción de su programa de televisión por cable.
Actualmente, Csonka vive en Anchorage, Alaska. También tiene una granja en Lisbon, Ohio y es dueño de Goodrich Seafood House en Oak Hill, Florida. Recientemente, Csonka ha aparecido en comerciales de televisión para el Alaska Spine Institute, un centro de rehabilitación física con sede en Anchorage.

## Apariciones en televisión y cine y menciones en otros medios
Csonka apareció en un episodio de la serie de televisión Emergency! en 1974, representando el rol de un trabajador en una fábrica de químicos que pierde el control y ataca a los paramédicos luego de inhalar gases tóxicos.
Csonka tuvo un rol estelar como invitado en la serie The Six Million Dollar Man en 1975, haciendo el papel de Larry Bronco (un jugador de fútbol americano) en el episodio "Uno de nuestros corredores ha desaparecido" de la tercera temporada. Otras estrellas de la AFL y la NFL también participaron en la filmación de dicho episodio, entre ellos Carl Weathers (quien posteriormente haría el papel de Apollo Creed en la serie de películas Rocky).